# Bettina Rheims
Bettina Rheims (Paris, 17 de Dezembro de 1952) é uma notória fotógrafa francesa, filha de Maurice Rheims.